# Avenida San Felipe
La avenida San Felipe (Antes llamada Av. Miguel Cortez) es una de las principales avenidas del distrito de Jesús María, en la ciudad de Lima, capital del Perú. Se extiende de oeste a este, a lo largo de 11 cuadras. Su trazo es continuado al oeste por la avenida Manuel Vivanco, en el distrito de Pueblo Libre.

## Recorrido
Se inicia en la avenida Brasil y finaliza en la Av. Salaverry

## Galería

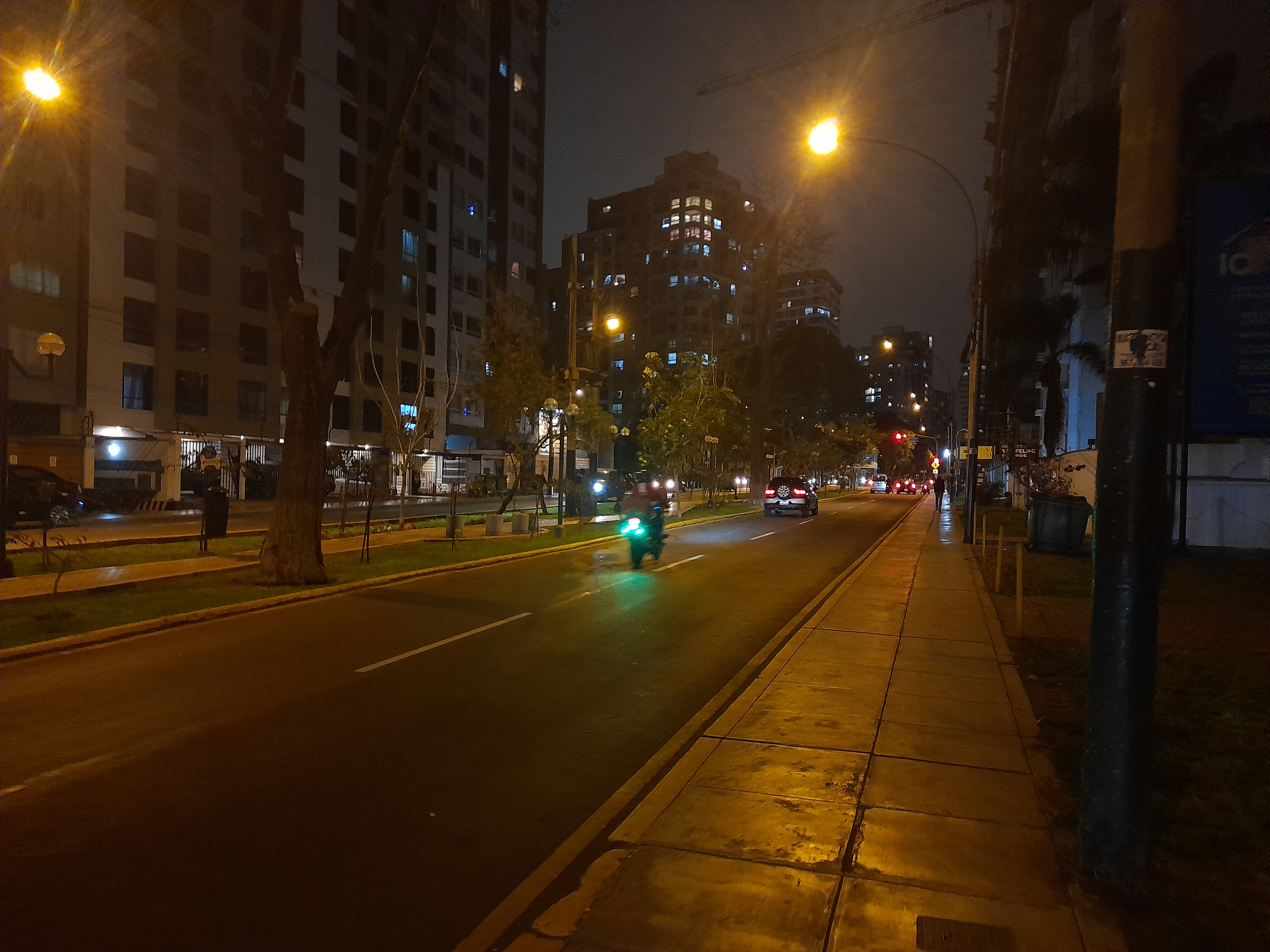
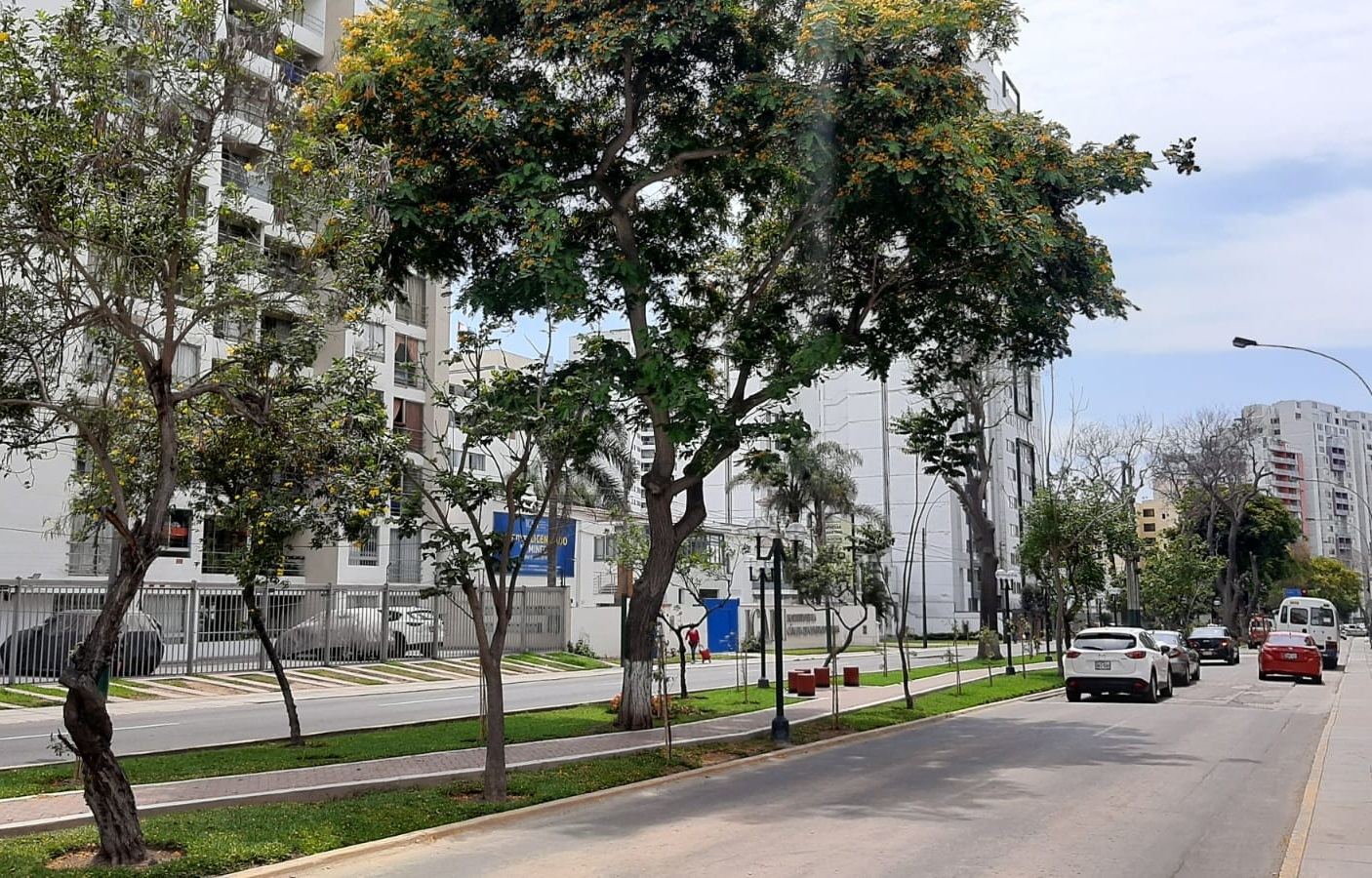
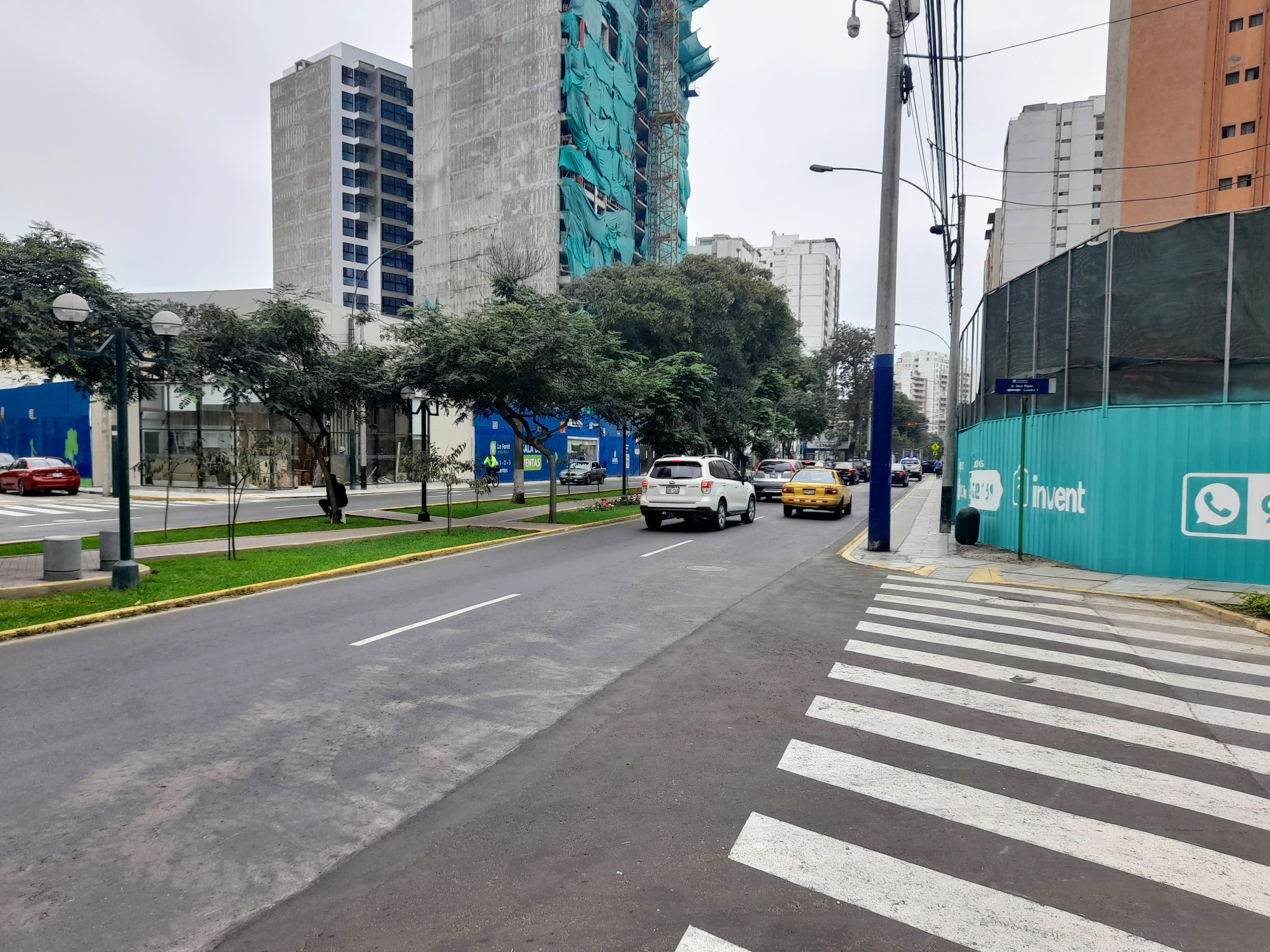